# Carlismo

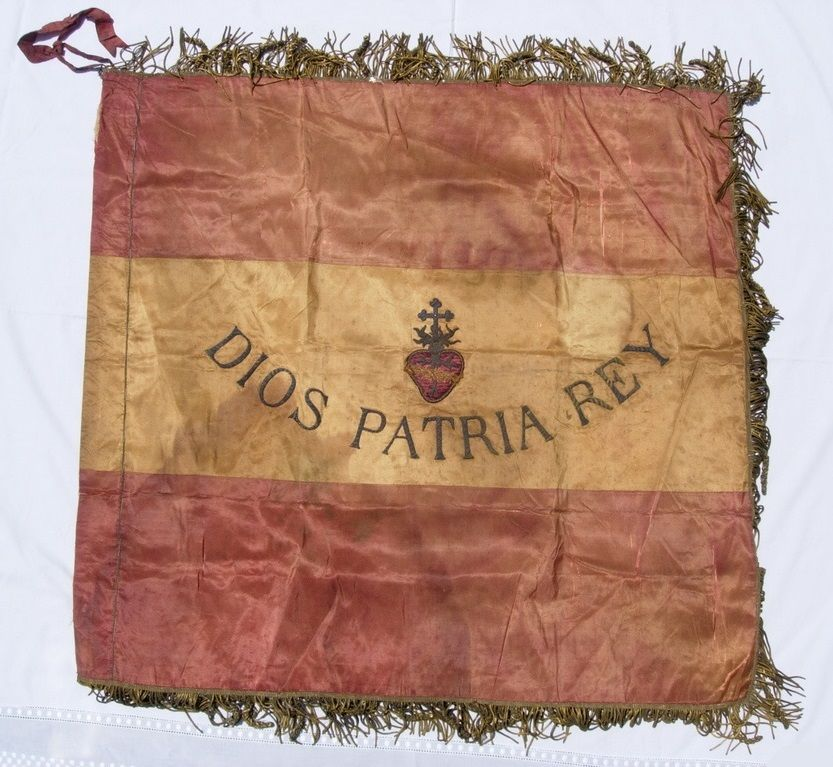
Bandiera carlista del XIX secolo, con il motto carlista

Il Carlismo, nella storia della Spagna, è un movimento conservatore di stampo cattolico-tradizionalista che sorse per difendere il diritto al trono dei discendenti di Carlo Maria Isidoro di Borbone-Spagna, primo pretendente carlista al trono di Spagna. Il movimento svolse un ruolo determinante nella politica spagnola dal 1833 e nel XIX secolo, il movimento diede vita a diversi conflitti denominati guerre carliste.
La storia del carlismo può essere divisa in tre fasi differenti:
- (1833-1876): la conquista del potere è tentata principalmente attraverso i mezzi militari;
- (1868-1936): il carlismo diviene un movimento politico tradizionalista;
- (1936-1976): i carlisti parteciparono, tramite la milizia Requeté, alla guerra civile spagnola dalla parte dei nazionalisti di Francisco Franco, ma dopo la vittoria il caudillo decise di sostenere gli alfonsisti e scelse Juan Carlos come suo successore.

Dopo il 1976 si può identificare solo una presenza carlista marginale nella scena politica iberica.

## Antefatti

### Contrasti sulla legge dinastica
Il 13 maggio 1713 Filippo V di Spagna riformò le regole di successione di Spagna attraverso un "Auto Acordado", a favore della Lex Salica (già applicata per esempio in Francia). Questa riforma aveva il principale effetto di limitare il diritto di successione ai soli figli maschi dei regnanti e aveva lo scopo di scongiurare il pericolo dell'ascesa degli Asburgo al trono di Spagna attraverso una linea dinastica femminile.
Nel 1789 Carlo IV di Spagna approvò un ritorno alla precedente normativa Siete Partidas, concedendo alle donne l'ascesa al trono in caso di assenza di pretendenti maschi. Nel 1808, Napoleone costrinse Carlo IV e il suo primogenito Ferdinando a rinunciare ai loro diritti al trono spagnolo. Carlo Maria, secondogenito, rifiutò di rinunciare ai diritti, perché li considerava dati per grazia di Dio. Tornato sul trono Ferdinando, non avendo discendenti maschi, il 31 marzo 1830 rese effettiva la contrastata riforma di successione. Il 10 ottobre dello stesso anno nacque la futura Isabella II di Spagna, incoronata il 29 settembre 1833. Così Carlo di Spagna, fratello di Ferdinando e destinato a diventare regnante secondo la Lex Salica, si dichiarò derubato del trono e si ritirò in Portogallo.
Il nascente Carlismo si confrontò non soltanto con la questione su chi dovesse sedersi legittimamente sul trono spagnolo, ma anche con i principi su cui la società spagnola di allora era basata. La questione concerneva se la Spagna dovesse rimanere cattolica, con il potere considerato di origine divina, oppure se dovesse abbracciare i valori dell'illuminismo, considerando il potere proveniente dal consorzio umano.

### Paesaggio politico con la morte di Fernando VII (1833)
Come molti paesi europei, in seguito all'occupazione napoleonica, la classe politica spagnola fu spaccata fra gli “assolutisti”, cioè i sostenitori dell'Ancien Régime, ed i liberali, influenzati dalle idee della rivoluzione francese e per questo chiamati afrancesados. Entrambi i partiti avevano combattuto parallelamente Napoleone nella Guerra d'indipendenza spagnola.
La lunga guerra inoltre lasciò in eredità una notevole conoscenza della tecnica militare della guerriglia e un esercito sovradimensionato per numero di ufficiali, soprattutto liberali. Il successo della rivolta, già percepito all'inizio del 1808, lasciò inoltre, seppur in modo inconscio, la diffusa opinione della validità del diritto di insurrezione, con effetti duraturi sulla politica della Spagna e dell'America latina per tutto il XIX secolo ed oltre.
Il regno di Fernando VII risultò incapace di stare sopra le divisioni politiche o di creare delle istituzioni stabili. Il cosiddetto Triennio liberale spagnolo (1820-1823), quando, dopo un pronunciamiento militare, i liberali reintegrarono la Costituzione del 1812 e il successivo Decennio nefasto spagnolo (1823-1833), dieci anni di potere assoluto del re, lasciarono amare memorie di persecuzione in entrambi gli schieramenti politici.

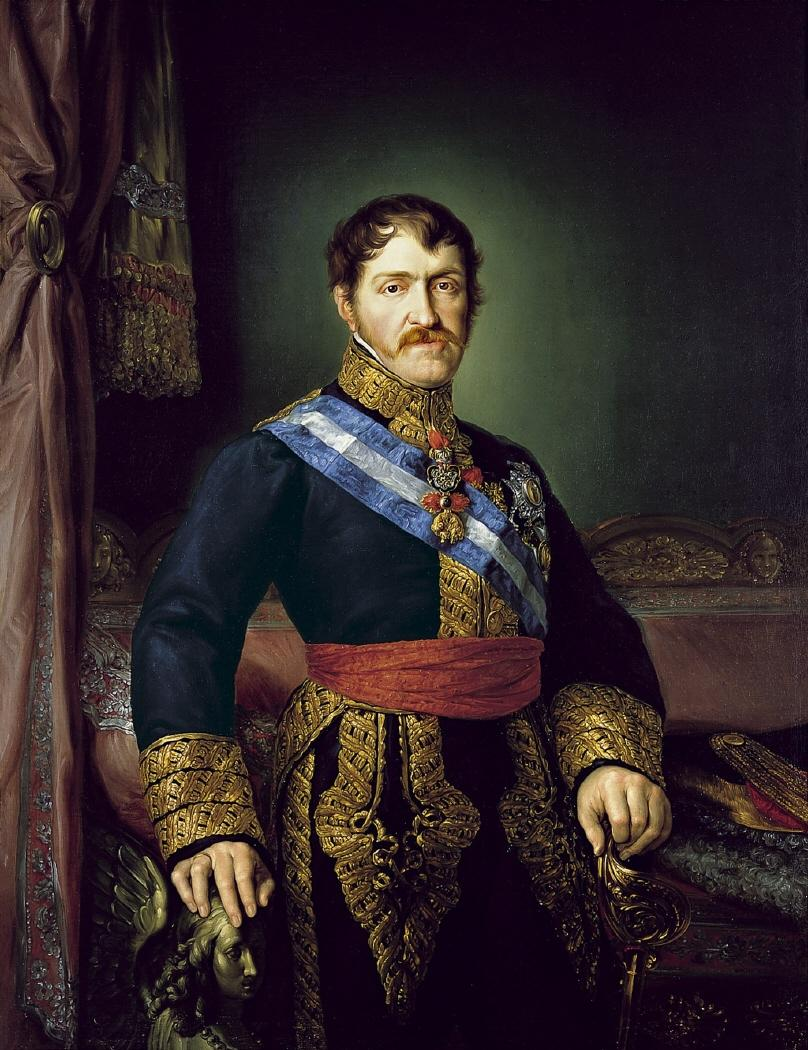
Carlo di Borbone, primo pretendente carlista

Intanto i due gruppi politici si erano divisi nei rami moderati e radicali. Il ramo radicale degli assolutisti (o realisti), conosciuto come Apostólicos, considerava l'erede presuntivo al trono, l'Infante Don Carlo Maria Isidoro di Borbone-Spagna, come il proprio leader naturale, poiché era profondamente devoto e, soprattutto dopo il 1820, profondamente anti-liberale.
Nel 1827 la Catalogna fu scossa dalla ribellione del Agreujats o Agraviados ("I danneggiati"), un movimento di ultra assolutisti che, per un certo tempo, controllarono gran parte della regione. L'Infante fu per la prima volta proclamato re, ma egli rifiutò ogni coinvolgimento.
Gli ultimi anni di re Fernando videro un riallineamento politico dovuto ai problemi intorno alla sua successione. Nel mese di ottobre del 1832 il re formò un governo moderato di realisti sotto Francisco Cea Bermúdez, che provò, quasi con successo, a porre a freno il partito Apostòlicos e, con un'amnistia, a guadagnare il sostegno dei liberali per i diritti di successione dell'Infanta Isabella e alla reggenza della regina Maria Cristina di Borbone-Due Sicilie. Non fosse altro che per sbarazzarsi politicamente di Don Carlos, i liberali accettarono la nuova Principessa delle Asturie. Inoltre, i primi anni del decennio furono influenzati dal fallimento della Restaurazione francese, che significò la fine del potere dei Borbone del ramo primogenito in Francia, e dalla guerra civile in Portogallo fra legittimisti e i liberali.
Nell'aprile 1833 Ferdinando chiamò il fratello a prestare un giuramento di fedeltà a Isabella come Principessa delle Asturie, titolo tradizionalmente dato all'erede al trono. In modo rispettoso ma fermo Carlo si rifiutò. Non aveva desiderio di salire al trono, ma era incrollabile nella convinzione di non poter rinunciare ai propri diritti, in quanto di origine divina.
Ferdinando VII morì il 29 settembre 1833. A Madrid sua moglie Cristina si proclamò reggente per la figlia Isabella, ma il 1º ottobre Carlo emise un manifesto dove annunciava la propria salita al trono come Carlo V di Spagna, informando al contempo i membri del governo di Cristina che li confermava nei loro incarichi e avvicinandosi al confine ispano-portoghese. Lì si scontrò con le forze leali a Cristina ed Isabella II che cercarono di arrestarlo. Iniziava così la prima guerra carlista.

### Fattori economici e sociali
A lato di questa evoluzione politica, gli anni precedenti le guerre carliste furono segnati da una crisi economica profonda in Spagna, messa in moto parzialmente dalla perdita delle province americane continentali e dalla bancarotta dello Stato. L'ultimo aumento della pressione fiscale infiammò il contesto sociale, favorendo la rivolta.
Determinate misure economiche proposte dai liberali (come la Desamortización, cioè il cambio di gestione, divisione e vendita dei terreni comunali e delle proprietà della Chiesa, iniziata nel 1821) stavano direttamente minacciando molti piccoli poderi, i cui proprietari potevano contare sulle terre comuni di pascolo, a poco o nessun costo, per dar da mangiare ai propri muli e buoi, e causò una povertà diffusa oltre alla chiusura di gran parte degli ospedali, scuole ed altre opere di carità gestite dalla chiesa.
Un fattore importante era il problema religioso. I liberali radicali (progresistas) dopo il 1820 divennero sempre più anticlericali, manifestando un odio speciale verso gli ordini religiosi e vennero così sospettati di essere agenti massonici. Questa politica li allontanò da gran parte del popolo spagnolo (principalmente profondamente cattolico), particolarmente nelle zone rurali.
Incidentalmente, l'unica istituzione abolita nel "Triennio liberale", che non fu poi ristabilita da Ferdinando VII, fu il Tribunale dell'Inquisizione Spagnola. Una delle richieste del partito assolutista era la sua reintroduzione.
Nell'esercizio del potere i liberali erano stati, abbastanza dottrinari ed in favore della centralizzazione ed uniformazione delle istituzioni politiche, danneggiando così quella sensibilità particolarista diffusa in molte parti della Spagna. Così allo scoppio della Prima Guerra, un elemento di scontro tutto sommato secondario, cioè l'anti-uniformismo esemplificato dalla difesa dei fueros, sarebbe col tempo divenuto una delle bandiere più importanti del Carlismo.

## Le guerre carliste (1833–1876)
La Spagna fu dunque divisa in due opposte fazioni: da una parte i neonati Carlisti, sostenitori di Don Carlos che si autoproclamò re con il titolo di Carlo V, appoggiato dai monarchici legittimisti, dai cattolici tradizionalisti e soprattutto dai reazionari antiliberali; dall'altro lato troviamo gli Isabelinos, cioè i liberali, i massoni, i "cattolici" costituzionalisti e le frange più progressiste della società spagnola, che speravano di strappare a Maria Cristina di Borbone-Due Sicilie - divenuta reggente a causa della giovane età di sua figlia Isabella – alcune riforme in cambio del loro appoggio
Il periodo delle guerre carliste, in cui il movimento provò a raggiungere il potere principalmente attraverso la guerra, è sicuramente quello maggiormente significativo del movimento perché con le guerre - o la minaccia di esse – il carlismo fu al centro della storia politica spagnola e ne scaturirono gli elementi formativi poiché fu in questi anni che il mondo culturale e sociologico del carlismo, che sarebbe durato oltre un secolo, si è definito.
I momenti culminanti di questo periodo sono:
- Prima Guerra Carlista (1833–1840). Si concluse con la vittoria delle truppe legittimiste guidate da Baldomero Espartero con l'esercito carlista che fu costretto a ritirarsi in Francia. Il 4 luglio 1840 Espartero fu nominato reggente al trono per conto della minorenne Isabella.
- La disputa sul Matrimonio Reale (1845). Come mezzo per concludere la disputa dinastica, Jaime Balmes diede inizio ad una campagna di opinione per far sposare Isabella II con Carlo, conte di Montemolin: giunse quasi al successo, ma le controversie politiche impedirono l'unione.
- Seconda Guerra Carlista (1847-1849) che si tenne principalmente in Catalogna.
- La spedizione del 1860 e le sue conseguenze. Quell'anno il conte di Montemolín, Carlo Luigi di Borbone-Spagna, provò ad ottenere il potere attraverso un pronunciamento chiamato L'Ortegada. Sbarcò a Sant Carles de la Ràpita (Tarragona), ma fu ben presto catturato e costretto ad abdicare ai suoi diritti. Questo disastro, il suo comportamento dopo il suo rilascio ed il fatto che il membro più prossimo nella linea di successione era suo fratello Giovanni Carlo di Borbone-Spagna, liberale, portarono il Carlismo quasi alla scomparsa, impedita solo dalle azioni della Infanta Maria Teresa di Braganza, zia e matrigna dei due.
- Rivoluzione spagnola del 1868: Isabella II riuscì ad alienarsi quasi ogni componente politico della Spagna, fino ad essere mandata in esilio quell'anno da una rivoluzione di carattere liberale. A quel punto il Carlismo, sotto il suo nuovo sovrano Carlo VII, si trasformò nel punto di raccolta per molti cattolici e conservatori, trasformandosi nel principale gruppo di opposizione a destra ai successivi governi in Spagna. Dopo quattro anni di attività politica ed alcune esitazioni, venne tentata un'ultima volta l'opzione militare.
- Terza Guerra Carlista (1872-1876), con l'ascesa al trono di Spagna di Alfonso XII, figlio di Isabella II, che sconfisse l'esercito carlista.

Tutte e tre le guerre mostrano un modello comune di sviluppo:
1. Una prima fase di attività di guerriglia, attraverso tutta la Spagna.
2. Una seconda fase, in cui si crea una base territoriale e una divisione delle forze secondo lo schema degli eserciti regolari. La guerra del 1847 non superò questo punto.
3. Una terza fase, in cui la base territoriale è consolidata tramite una guerra convenzionale e vengono create le prime strutture del nuovo Stato. Nessuna guerra carlista si è sviluppata oltre.

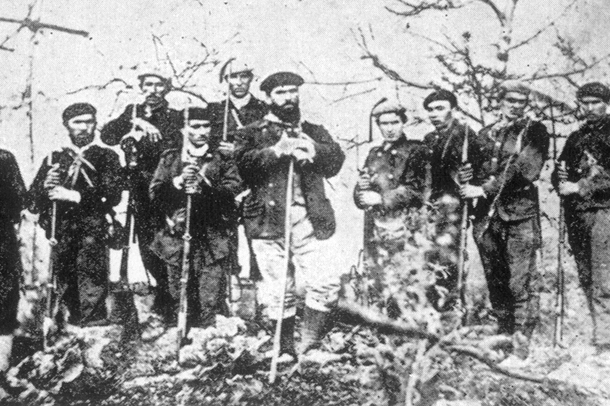
Guerriglia carlista nel 1873

È da notare che all'inizio di ciascuna guerra non fosse presente alcuna unità regolare dell'esercito a fianco dei carlisti e che soltanto la terza sia stata il risultato di una rivolta programmata.
La prima guerra si distinse per essere stata, da entrambe le parti, estremamente brutale: l'esercito liberale terrorizzò gli strati più umili della popolazione, la maggior parte sospettata di simpatizzare per i Carlisti, al punto che si giunse a dei veri e propri eccidi; i Carlisti, molto spesso, trattarono i liberali non certo meglio di come avrebbero trattato i soldati e gli agenti napoleonici. Si giunse ad un punto in cui si rese necessario da parte degli stati esteri spingere i due partiti in guerra a riconoscere alcune regole di condotta, il cosiddetto "Lord Eliot Agreement". In ogni caso le brutalità non sparirono completamente.

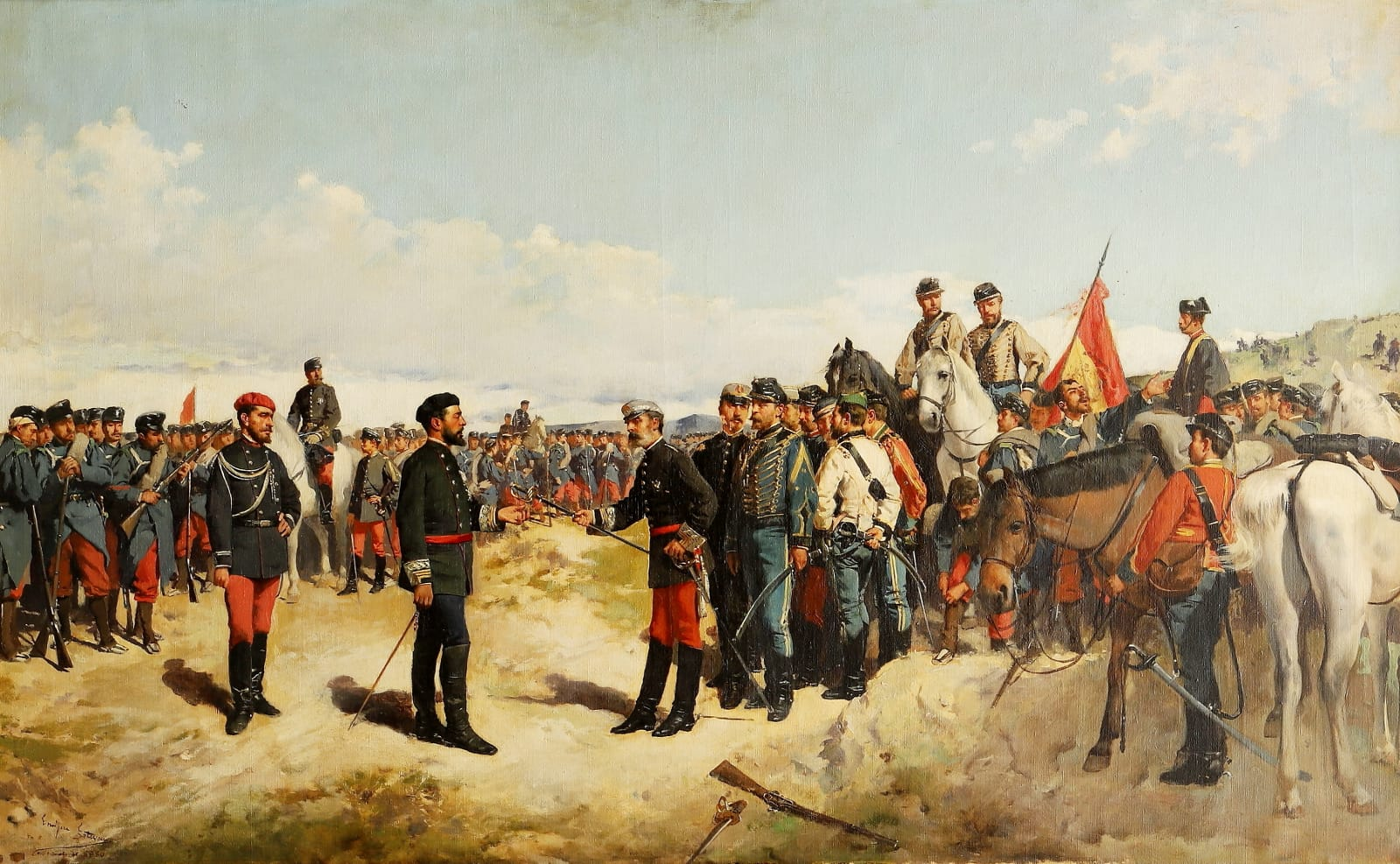
Il gen. carlista Carlos Calderón a Montejurra nel 1876, durante la terza guerra carlista

Le regioni della Spagna in cui il carlismo poté stabilire durante la Prima Guerra una sorta di autorità territoriale simile a quella statale (in Navarra, Rioja, Paesi Baschi, interno della Catalogna e zona settentrionale di Valencia) rimasero le basi principali del movimento per tutta la sua storia, benché sia stato comunque attivamente sostenuto in tutta la Spagna. Particolarmente nella Navarra, nelle Asturie e in parte dei Paesi Baschi, il carlismo fu una forza politica importante fino alla fine degli anni sessanta.
In una situazione dominata dalle azioni militari, si distinsero:
- Tomás de Zumalacárregui
- Manuel Santa Cruz, conosciuto come El Cura Santa Cruz
- Ramón Cabrera

## Il Carlismo come movimento (1869–1931)
La Comunión Tradicionalista divenne l'organizzazione politica del movimento carlista, legalmente costituita nel 1869. Nel tempo ebbe diversi nomi. Dagli anni 30 del '900 fu anche conosciuta come Comunione tradizionalista carlista, nome dato da Alfonso Carlos de Borbón y Austria-Este.
La perdita di prestigio e la successiva caduta di Isabella II nel 1868, oltre al sicuro supporto al Carlismo di Papa Pio IX, spinse un numero considerevole di ex cattolici conservatori ed ex isabellini (Francisco Navarro Villoslada, Antonio Aparisi, Cándido Nocedal, Alejandro Pidal ..) verso la causa che per un certo tempo, anche dopo l'inizio della terza guerra (1872), si trasformò nel più importante e meglio organizzato gruppo di opposizione di destra nel Parlamento spagnolo, con circa 90 parlamentari nel 1871.
Dopo la sconfitta, un gruppo di essi (condotto da Alejandro Pidal) lasciò il Carlismo per formare un partito cattolico moderato e non dinastico in Spagna, che poi si fuse con i conservatori di Antonio Cánovas del Castillo.
Nel 1879 Cándido Nocedal fu incaricato della riorganizzazione del partito. La sua arma principale fu una campagna di stampa molto aggressiva (nel 1882 per moderarla Papa Leone XIII pubblicò l'enciclica Cum Multa Sint) e la sua posizione si distingueva per una stretta osservanza intransigente ai principi politici e, in particolare, religiosi cattolici, e alla loro integrità (da cui il termine "integristi"). Questa tendenza divenne così radicale che nel 1888 Carlo VII dovette espellere il gruppo legato a Ramón Nocedal, figlio di Cándido, che diede vita al piccolo, ma influente nei circoli clericali, Partido Integrista.
Nel frattempo il marchese di Cerralbo sviluppò un moderno partito di massa, incentrato su assemblee locali (chiamate "Círculos", di cui diverse centinaia esistevano ancora in Spagna nel 1936) in linea con l'antico particolarismo degli antichi regni iberici e contrapposte al centralismo di stampo francese del regno di Isabella II e dei suoi successori, su una diffusa politica sociale e sostenuto da una partecipazione attiva nell'opposizione al sistema politico nato dall'ultima restaurazione borbonica. Il movimento arrivò a partecipare anche alle coalizioni politiche, molto ampie, come quella del 1907, la "Solidaritat Catalana", con i regionalisti e repubblicani.
Dal 1893 al 1918 Juan Vázquez de Mella fu il principale leader parlamentare ed ideologo del movimento, assieme a Víctor Pradera, che influenzò gran parte dei pensatori conservatori spagnoli, ben oltre i limiti del proprio partito.
La prima guerra mondiale ebbe una particolare influenza sul movimento. Poiché il pretendente carlista, Don Giacomo Pio di Borbone-Spagna, che viveva in Spagna, aveva avuto dei contatti sotterranei con la Casa Imperiale Russa, era Capo della Casa di Borbone-Francia e parteggiava per gli Alleati, venne ben presto messo agli arresti domiciliari senza quasi alcuna comunicazione con la direzione politica in Spagna. Finita la guerra, Don Jaime poté di nuovo mettersi in contatto con la Spagna, scoppiò una crisi in seguito alla quale Vázquez de Mella ed altri dovettero lasciare la direzione del partito (i cosiddetti "mellisti").
Nel 1920 il carlismo aiutò a fondare i "Sindicatos Libres" (sindacati dei lavoratori cattolici).

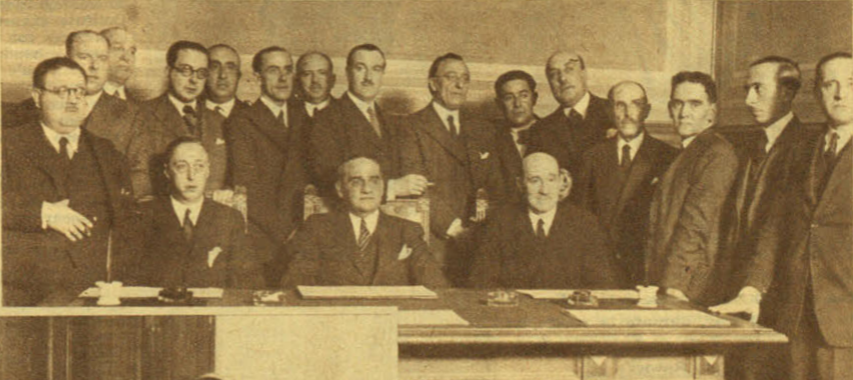
Esponenti di Comunión Tradicionalista e di Renovación Española nel 1933.

La dittatura di Miguel Primo de Rivera (1923-1930) fu contestata, ma in modo ambiguo, dai carlisti che, come la maggior parte dei partiti, entrarono in un periodo di inattività, presto troncato dalla proclamazione della seconda Repubblica spagnola nel 1931.

## Nella Seconda repubblica (1931-1939)
Integristi e "mellisti" presto si riunirono e un nuovo flusso di cattolici, spaventati dagli atteggiamenti del governo repubblicano, iniziò ad affluire. I due primi anni della repubblica videro tentativi di breve durata di coalizione con i nazionalisti baschi e o con i monarchici sostenitori di Alfonso XIII di Spagna. Nel 1933 il loro partito, la Comunión Tradicionalista formò una coalizione elettorale con i monarchici di Renovación Española, che ottenne alle Cortes 36 seggi (21 carlisti e 15 di RE).
Dopo la rivoluzione di ottobre del 1934 il carlismo cominciò a prepararsi per un'insurrezione armata in opposizione alla repubblica.

La bandiera carlista dal 1935, recante la Croce di Borgogna

Nelle elezioni del febbraio 1936, nella coalizione Frente Nacional, insieme a CEDA e Renovación, furono eletti 15 deputati tradizionalisti, ma furono ridotti a 9 dopo l'annullamento di diversi atti. La vittoria del Fronte Popolare e il conseguente clima di tensione sociale accelerarono i preparativi per l'insurrezione contro la Repubblica.

### Nella Guerra civile (1936-1939)

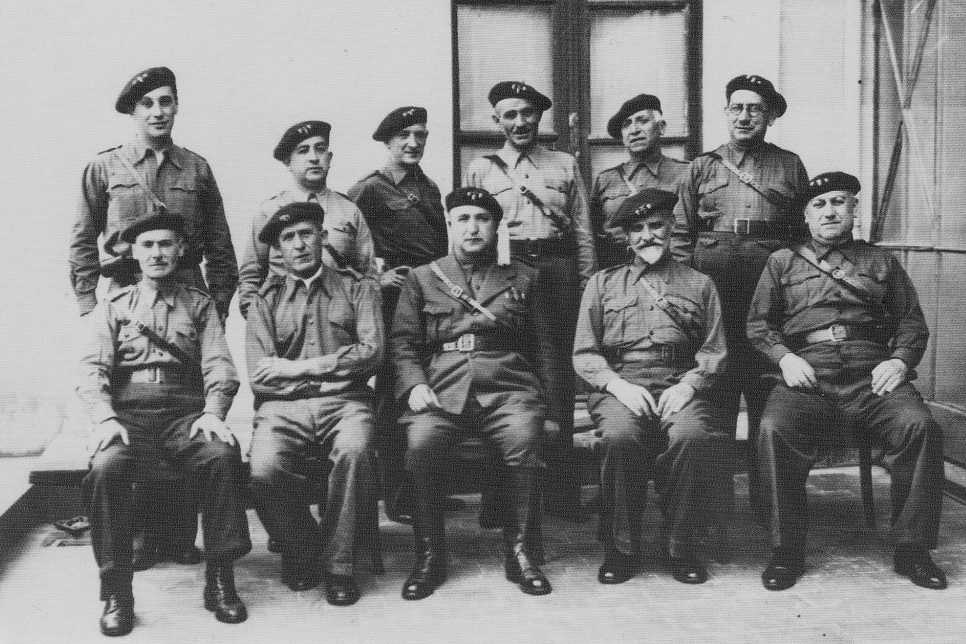
Carlisti in Navarra durante la guerra civile spagnola

Le milizie carliste, i Requetés, avevano già ricevuto una prima formazione militare durante gli anni della seconda repubblica, ma nonostante questo le trattative con i generali che meditavano il golpe non erano agevoli. Nonostante questo dal luglio 1936 il carlismo sostenne all'unanimità il fronte nazionalista nella Guerra civile spagnola. I requetes furono inquadrati nel Bando nacional. In settembre morì il pretendente carlista al trono Alfonso Carlo di Borbone-Spagna.
Presto però si svilupparono serie difficoltà e divergenze fra i carlisti, in particolar modo tra il loro leader politico Manuel Fal Conde e la giunta di difesa nazionale: l'8 dicembre 1936 Manuel Fal Conde dovette rifugiarsi temporaneamente in Portogallo, dopo un grave disaccordo con il generale Francisco Franco.

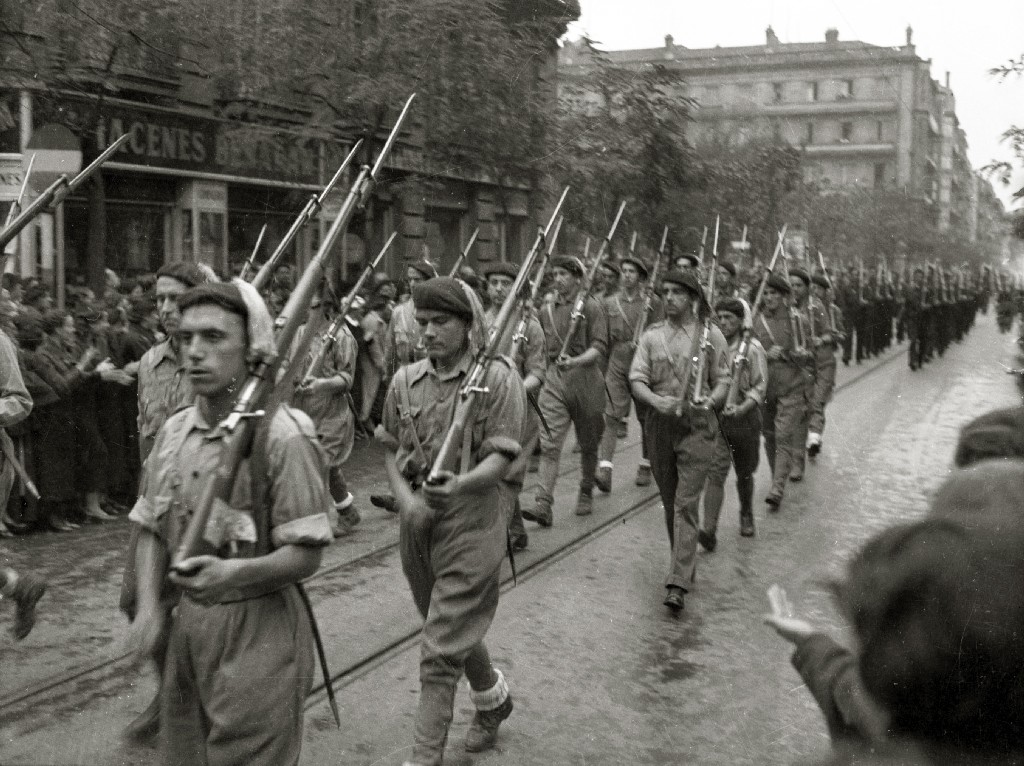
Milizie carliste entrano a San Sebastian nel 1936

Il 19 aprile 1937 il ramo politico del movimento fu "unificato" con la Falange nella FET y de las JONS. Così anche i volontari carlisti furono inglobati nella Milicia Nacional.
Fal Conde, con il reggente del movimento Don Saverio di Borbone-Parma, insieme a buona parte dei capi Falangisti protestarono duramente per questa azione voluta da Franco: dopo una riunione con Francisco Franco stesso, il principe Saverio fu espulso dalla Spagna e l'unificazione, non ostacolata significativamente per le necessità della guerra, proseguì con la perdita di tutta la ricchezza materiale del partito (edifici, giornali e così via). Il numero due carlista, Tomás Domínguez Arévalo, conte di Rodezno, invece aderì e nel 1938 fu nominato da Franco ministro della giustizia. I requetè furono circa 60 000, comandati da José Luis Zamanillo, ed ebbero al termine della guerra nel 1939 seimila morti in combattimento.

## Nel franchismo (1939-1975)

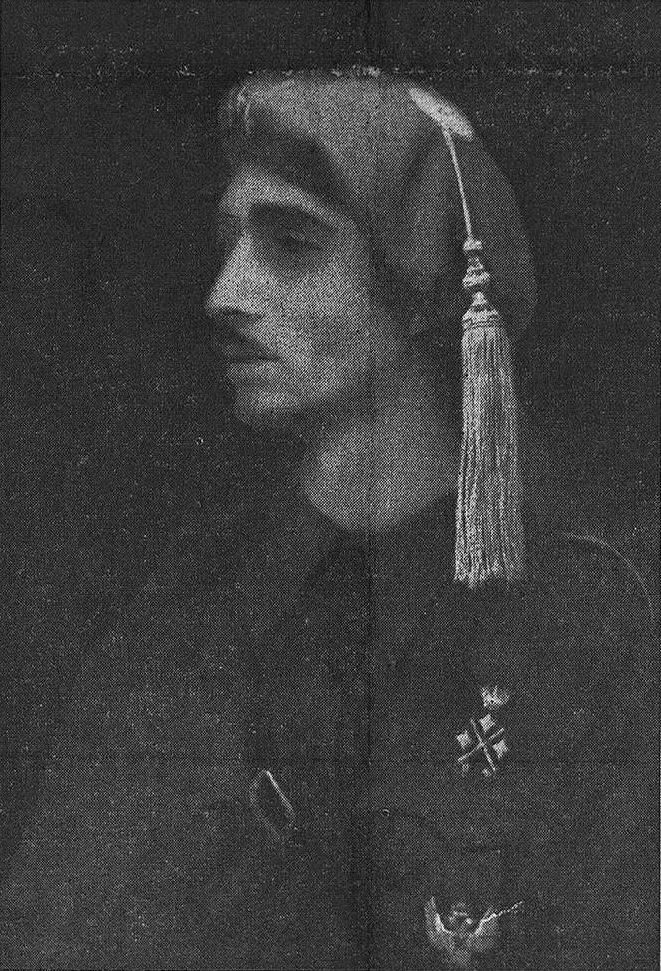
Saverio di Borbone-Parma in divisa nel 1939.

Alla morte di Alfonso Carlo nel 1936, ultimo discendente secondo primogenitura maschile di Carlo V di Borbone, gran parte dei carlisti appoggiò Saverio di Borbone-Parma, nominato da Alfonso Carlo reggente della "Comunione Carlista". Una frangia minoritaria invece supportò Alfonso XIII di Spagna, l'esiliato sovrano costituzionale di Spagna, poiché era il primo discendente maschile di Carlo IV di Spagna in vita. La maggioranza dei carlisti gli si oppose perché non seguiva i loro ideali e c'era il sospetto che suo padre fosse figlio non di Francesco d'Assisi di Borbone, ma dell'amante di Isabella II, Puig-Molto. Pochi carlisti appoggiarono infine Carlo Pio d'Asburgo-Toscana, nipote per via femminile di Carlo VII.
Nel 1939 Franco nominò un esponente carlista, il generale José Enrique Varela ministro dell'Esercito, fino al 1942, quando lo rimosse, in seguito a scontri tra falangisti e carlisti il 16 agosto, nel corso di una cerimonia religiosa carlista a Bilbao. Da allora il movimento mantenne una posizione scomoda di minoranza all'interno del regime franchista, a volte in disaccordo con la politica ufficiale, benché per tre volte il Ministero della Giustizia fosse stato assegnato ad un Carlista "leale", che venne automaticamente espulso dalla Comunione Tradizionalista Carlista.
Nel 1947 il caudillo Francisco Franco dichiarò formalmente il ritorno in Spagna della monarchia e si autonominò reggente.

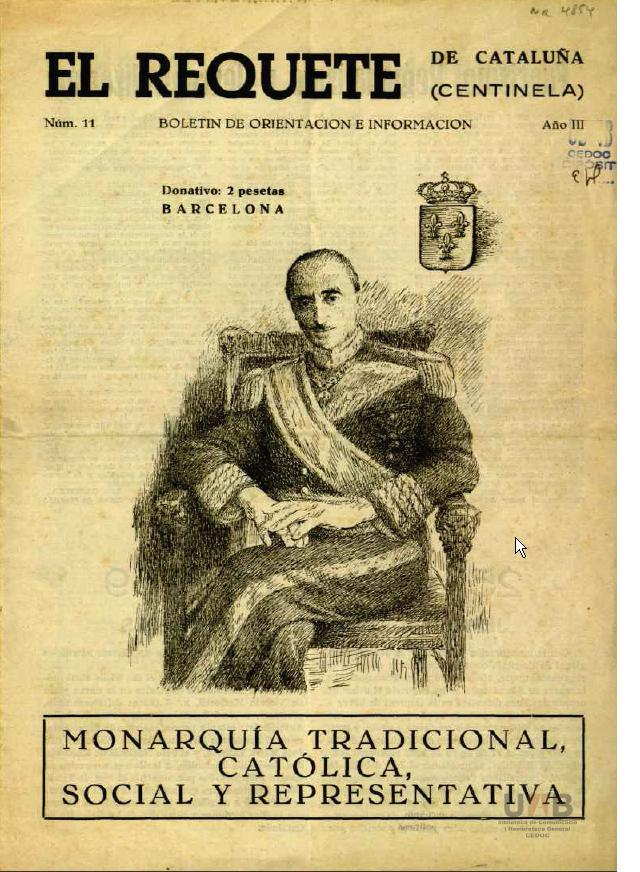
Rivista carlista del 1959

Dal 1943 al 1965 al leader di Comunione Tradizionalista, Esteban Bilbao fu assegnata la presidenza delle Cortes Españolas.
Dagli anni '60 inoltre ci furono svariati problemi legati alla successione dinastica e alla disputa interna su come comportarsi con il Franchismo. Ciononostante, il Carlismo si guadagnò importanti sostenitori nel mondo accademico, come il docente universitario statunitense Frederick D. Wilhelmsen (1923-1996). L'annuale raduno carlista di Montejurra del 1967 attirò un gran numero di partecipanti e venne considerato il maggiore della storia del Carlismo.
Nel giugno 1969 ci fu la scelta di Franco del re destinato a succedergli. Indicò la famiglia Borbone-Spagna e non il pretendente carlista Borbone-Parma, scegliendo però Juan Carlos invece del padre Giovanni di Borbone, come erede della corona spagnola e la nomina fu poi ratificata dalle Cortes Españolas. Franco comunque riconobbe come legittimi sia i titoli nobiliari concessi dai pretendenti carlisti che quelli concessi dal ramo di Isabella.
Nel 1971 Don Carlo Ugo di Borbone-Parma aveva intanto fondato un altro Partito Carlista basato sulla vista di confederalist di Las Españas per la Spagna ed l'autogestione di stampo socialista (allora promossa in Jugoslavia). Così alla morte di Franco alla fine del 1975, e l'incoronazione di Juan Carlos I, il movimento fu gravemente spaccato in due e perse l'occasione di ottenere ancora l'attenzione della pubblica opinione.

## Il ritorno della monarchia

### Dalla transizione alla democrazia

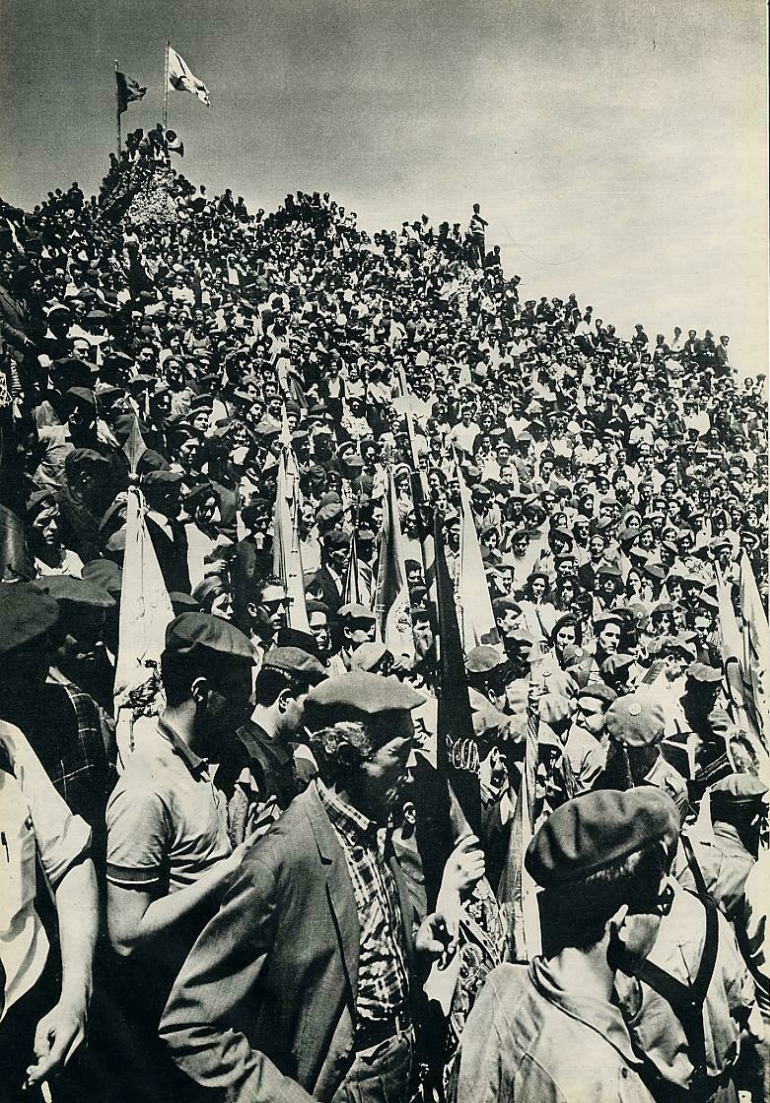
Raduno requeté del 1966 sulla cima settentrionale del Montejurra

In occasione del raduno di Montejurra per commemorare i requeté caduti nella guerra civile, il 9 maggio 1976, due sostenitori di Carlo Ugo furono uccisi da militanti di estrema destra. Questi accusò la fazione del fratello, Sisto Enrico di Borbone-Parma, di aiutare i militanti di estrema destra. Altri carlisti furono vittime dell'Eta come José María Arrizabalaga, capo dei giovani di Comunión Tradicionalista a Vizcaya ucciso nel 1978.
Nelle prime elezioni democratiche il 15 giugno 1977, soltanto un senatore carlista fu eletto, il giornalista e scrittore Fidel Carazo da Soria, presentatosi come candidato indipendente.
Nelle elezioni parlamentari del 1979, i carlisti di destra fecero parte della coalizione di estrema destra Unión Nacional, che conquistò un seggio nelle Cortes di Madrid, ma l'unico eletto, Blas Piñar, non era un carlista. Da allora il Carlismo è rimasto un movimento extra parlamentare, ottenendo soltanto seggi nei consigli comunali. Il cambiamento ideologico verso sinistra interpretato da Carlos Hugo, le cinque divisioni degli anni 70 e il fallimento elettorale nelle prime elezioni democratiche della transizione, ha portato il carlismo alla marginalità e a dispute interne tra i diversi pretendenti al titolo, ormai onorifico.
Negli anni 80, separata dal Partito Carlista (di tendenze marxiste), è stata nata la Comunione Tradizionalista Carlista, legata ai successori di Carlo Ugo e rimasta marginale. La maggioranza dei carlisti si riconoscono invece in un terzo gruppo: la Comunione Tradizionalista, fedele a Don Sisto.

## Pretendenti carlisti al trono
I numeri ordinali vennero usati dai carlisti. Benché questi principi non fossero ufficialmente Re, essi disposero di alcuni dei titoli collaterali al sovrano spagnolo.
- Carlo V

Carlo Maria Isidoro di Borbone-Spagna (29 marzo 1788 – 10 marzo 1855) fu il pretendente carlista dal 1833 al 1845, durante la Prima guerra carlista. Conosciuto anche come Conte di Molina, abdicò in favore del figlio.
- Carlo VI

Carlo Luigi di Borbone-Spagna (31 gennaio 1818 – 13 gennaio 1861) era figlio di Carlo V: pretendente dal 1845 al 1861, portava anche il titolo di Conte di Montemolin. Nel 1860, in seguito alla sua cattura da parte delle truppe di Isabella II, abdicò a Tortosa: una volta liberato, negò la validità dell'abdicazione, in quanto estorta
- Giovanni III

Giovanni Carlo di Borbone-Spagna (15 maggio 1822 – 21 novembre 1887) era fratello di Carlo VI: pretendente carlista dal 1860 al 1868 (quando fu costretto ad abdicare come il fratello), portava il titolo di Conte di Montizon. Nel 1883 alla morte di Enrico V divenne il pretendente legittimista al trono di Francia.
- Carlo VII

Carlo Maria di Borbone-Spagna (30 marzo 1848 – 18 luglio 1909), figlio di Giovanni III, fu il pretendente dal 1868 al 1909, e durante la Terza guerra carlista. Portava il titolo di Duca di Madrid e, come pretendente legittimista al trono di Francia, di Duca di Angiò.
- Giacomo III

Giacomo Pio di Borbone-Spagna (27 giugno 1870 – 9 ottobre 1931), figlio di Carlo VII, fu il pretendente dal 1909 al 1931. Portava il titolo di Duca di Madrid e, come pretendente legittimista al trono di Francia, di Duca di Angiò.
- Alfonso Carlo I

Alfonso Carlo di Borbone-Spagna (12 settembre 1849 - 29 settembre 1936) era zio di Giacomo III, in quanto fratello minore di Carlo VII. Pretendente dal 1931 al 1936. Nel 1931 in Spagna fu proclamata la repubblica, e il re Alfonso XIII andò in esilio. Portava il titolo di Duca di San Jaime e, come pretendente legittimista al trono di Francia, di Duca di Angiò. Era l'ultimo discendente secondo primogenitura maschile di Carlo V.

### La successione dopo Alfonso Carlo
La monarchia in Spagna dopo la parentesi della Repubblica, dal 1931 al 1939, e il periodo franchista (1939-1975) tornò con l'incoronazione nel novembre 1975 di re Juan Carlos I di Spagna. I pretendenti carlisti dal 1936, con la morte Alfonso Carlo, furono diversi.

#### Pretendenti dei Borbone-Parma
- Saverio I (1889 -1977)

Saverio di Borbone-Parma (Saverio I come duca di Parma) era stato nominato nel 1936 reggente della Comunione carlista da Alfonso Carlo I, come più prossimo agnato maschio dei Borbone che sosteneva gli ideali carlisti. Durante la seconda guerra mondiale, il principe Saverio tornò nell'esercito belga, dove aveva già militato durante la prima guerra mondiale: passato tra i maquis francesi fu fatto prigioniero dai tedeschi e mandato prima a Natzweiler e poi a Dachau, venendo liberato nel 1945 quando arrivarono le truppe alleate. Nel 1952 si autoproclamò re carlista: noto anche come conte di Molina, abdicò nel 1975.
Il movimento carlista subì tra gli anni sessanta e settanta una spaccatura, dividendo i sostenitori tra i due figli di Saverio, Carlo Ugo e Sisto Enrico. Carlo Ugo iniziò a trasformare il carlismo in un movimento socialista, mentre suo fratello Sisto Enrique (sostenuto dalla madre Maddalena di Borbone-Busset) continuava a mantenere la tradizionale linea politica di destra. Nel 1977 i sostenitori di Sisto Enrico resero pubblico un documento di Saverio I, che condannava le scelte politiche di Carlo Ugo; pochi giorni dopo i sostenitori di quest'ultimo resero pubblico un documento con cui sempre Saverio I riconosceva il figlio primogenito come erede.
- Carlo Ugo (1930-2010)

Carlo Ugo di Borbone-Parma (Carlo IV Ugo come duca di Parma), conosciuto anche come duca di Madrid, era il primogenito di Saverio I. Dopo essersi alienato molti sostenitori per i suoi tentativi di accordo con Franco (1965 – 1967), Carlo Hugo passò a trasformare il movimento tradizionalista carlista in uno di sinistra socialista. Nel 1979 accettò la cittadinanza spagnola, atto che per alcuni è un riconoscimento ipso facto della sovranità del re Juan Carlos di Spagna, che comunque si rifiutò di concedergli il titolo di infante. Nel 1980 rinunciò a guidare il Partito carlista che aveva creato, sebbene ne abbia mantenuto il supporto. Si è trasferito a Sala Baganza in provincia di Parma, utilizzando il suo titolo di duca di Parma, Piacenza e Guastalla. Nel 2002 ha donato gli archivi della propria dinastia all'Archivo histórico nacional, causando proteste da parte della Comunione carlista. Morto nel 2010 è sepolto con i suoi antenati nella chiesa di Santa Maria della Steccata a Parma.
- - Carlo Saverio (1970-vivente)

Il principe Carlo Saverio, duca di Parma, è il primogenito di Carlo Ugo. Ha ereditato la pretesa carlista sulla morte di suo padre nel 2010. Carlos ha il sostegno di una minoranza di carlisti compreso il Partido Carlista.
- Sisto Enrico (1940 - vivente)

Sisto Enrico di Borbone-Parma, conosciuto anche come duca di Aranjuez, è l'attuale reggente per questo ramo della Comunione carlista: questo movimento ritiene, infatti, che il legittimo erede sia il fratello Carlo Ugo, ma che questi abbia tradito gli ideali del movimento per la sua vicinanza con gli ideali del socialismo. Sisto Enrico non si è mai proclamato re carlista nella speranza che i due figli maschi di Carlo Ugo un giorno vogliano accettare e seguire i tradizionali valori carlisti. Sisto Enrico ha pubblicato il 17 luglio 2001 un manifesto programmatico nel quale si stabiliscono i seguenti principi guida:
- ripristino della confessionalità dello Stato e difesa del cattolicesimo tradizionalmente praticato in Spagna;
- ripristino degli ordini e dei corpi della società tradizionale;
- ripristino delle autonomie regionali (fueros) nell'ambito dell'unità della patria;
- ripristino della monarchia tradizionale considerata legittima;
- ripristino dei principi di diritto e delle leggi tradizionali.

In base ai principi su esposti, Sisto Enrico si è duramente opposto nel corso di questi anni all'attuale governo spagnolo ed ha intessuto rapporti coi paesi del Sudamerica in base al principio della hispanidad.

#### Pretendenti dei Borbone-Spagna
- Alfonso XIII di Spagna aveva regnato come sovrano costituzionale spagnolo fino al 1931 ed inoltre era l'erede maschio della casa di Borbone Spagna più anziano ad Alfonso Carlo. Era infatti il figlio maschio di Alfonso XII di Spagna, figlio di Francesco d'Assisi di Borbone-Spagna, figlio dell'Infante Francesco di Paola di Borbone-Spagna, fratello minore di Carlo V. Venne riconosciuto come pretendente da una minoranza di carlisti che considerarono la morte di Alfonso Carlo come un'occasione per riunire le due fazioni dei monarchici spagnoli. Alfonso nel 1941 abdicò e morì due mesi dopo. Il suo figlio primogenito era morto nel 1938, il suo secondo figlio Jaime, duca di Segovia era stato costretto a rinunciare ai suoi diritti alla successione costituzionale nel 1933 e quindi il suo terzo figlio Giovanni, Conte di Barcellona era divenuto il suo successore.
  - Giacomo Enrico di Borbone-Spagna, era il secondo figlio di Alfonso XIII ed il fratello maggiore di Giovanni. Jaime, che aveva rinunciato i diritti al trono, nel 1960 si presentò come pretendente carlista (rimanendolo fino alla morte nel 1975) cominciando ad usare il titolo di duca di Madrid: ebbe pochi sostenitori, ma fra questi vi era Alice di Borbone-Spagna, l'unica figlia in vita di Carlo VII. Giacomo Enrico si dichiarò anche pretendente legittimista al trono francese, usando il titolo di duca d'Angiò, avendo molti sostenitori. I suoi discendenti non fecero pretese alla successione, sebbene molti sostenitori del principe considerarono invalida la sua rinuncia al trono, considerando come pretendenti legittimi i suoi discendenti:
    - Alfonso di Borbone Dampièrre (1936 - 1989), figlio primogenito, considerato dai sostenitori del padre pretendente carlista dal 1975 al 1989
      - Luigi Alfonso di Borbone-Dampierre (1974-), figlio secondogenito di Alfonso di Borbone-Dampièrre e, secondo il movimento favorevole al nonno, pretendente carlista dal 1989.

  - Giovanni di Borbone-Spagna (20 giugno 1913 - 1º aprile 1993) era il terzo figlio di Alfonso XIII e pretendente al trono di Spagna dal 1941 fino alla sua rinuncia nel 1977. Nel 1957 un piccolo gruppo di carlisti lo riconobbero come loro capo durante il suo esilio ad Estoril, in Portogallo.
    - Re Juan Carlos di Spagna, figlio di Giovanni, che è stato Re di Spagna dal 1975 al 2014, confermato dalla costituzione spagnola del 1978, cui è succeduto il figlio Felipe. In questo caso alcune frange di carlisti considerano unificato il trono di Spagna.

#### Pretendenti degli Asburgo-Lorena
La figlia più anziana di Carlo VII era Bianca di Borbone-Spagna (1868-1949), sposata all'arciduca Leopoldo Salvatore d'Asburgo-Lorena (1863-1931). Nel 1943 uno dei loro figli si proclamò pretendente come erede del prozio Alfonso Carlo e del nonno Carlo VII. Poiché questo reclamo del trono proveniva da un erede per via femminile, il cui rifiuto era stata causa della nascita dei diritti carlisti, fu rifiutato dalla maggior parte del movimento.
- Carlo Pio d'Asburgo-Lorena (1909 - 1953) (arciduca Karl Pius d'Austria) si ritenne pretendente carlista dal 1943 al 1953, sostenuto da alcuni ufficiali di Franco appartenenti al Movimiento Nacional. Poiché portò il nome di Carlo VIII, il movimento che sostiene questo ramo della famiglia è chiamato "carloctavismo".
- Antonio d'Asburgo-Lorena (1901 -1987) (arciduca Antonio d'Austria) era il fratello di Carlo Pio e pretendente carloctavista (Carlo IX) dal 1953 al 1961.
- Francesco Giuseppe d'Asburgo-Lorena (1905 - 1975) (arciduca Franz Josef d'Austria) era il fratello di Carlo Pio e di Antonio e pretendente carlista-carloctavista (Francisco I) dal 1961 al 1975.
- Domenico d'Asburgo-Lorena (1937- ) (arciduca Dominic d'Austria) è il figlio di Antonio ed è pretendente carlista-carloctavista (Domingo I) dal 1975 ad oggi. Ha il supporto di una minoranza di carlisti, compreso il “Comunión Carloctavista y Círculo Carlos VIII”, in quanto alcuni “carloctavisti”, tenuto conto che Domenico ha contratto un'unione disuguale, considerano decaduti i suoi diritti al trono.

## Dios,Patria,Fuerosy Rey
Queste quattro parole (traducibili in "Dio, Patria, Governo locale e Re") possono essere considerate il motto e la pietra angolare del Carlismo fin dalla sua nascita.
- Dios: il carlismo crede nella Chiesa cattolica apostolica e romana come base della Spagna e deve essere politicamente attivo nella sua difesa.
- Patria: il carlismo è fortemente patriottico, ma non nazionalista. Il tradizionalismo considera la patria come l'insieme delle Comunità (municipali e regionali) unite in un tutto.
- Fueros: il potere regio, quindi dello Stato, è limitato dal riconoscimento degli autogoverni locali e regionali (e di altri tipi di comunità nel corpo politico, specialmente la Chiesa). Anche se questo è il risultato del particolare sviluppo storico in Spagna, questa dottrina converge con il concetto di sussidiarietà nel pensiero sociale cattolico. Si noti che alcune versioni del motto omettono la clausola dei Fueros.
- Rey: il concetto della sovranità nazionale è rifiutato. La sovranità è propria del sovrano, legittimo sia per sangue che per diritti. Ma questo potere è limitato dalla dottrina della Chiesa e delle Leggi e Consuetudini del Regno e attraverso una serie di Consigli, di Cortes tradizionali e di corpi intermedi indipendenti dallo Stato. Il re deve anche essere il Difensore del Povero e il Custode della Giustizia.[8]